# Itai-Rodeh-Algorithmus
Der Itai-Rodeh-Algorithmus ist ein Algorithmus der Las-Vegas Klasse zur  Auswahl anonymer unidirektionale Ringe und baut auf dem Chang- und Roberts-Algorithmus auf.

## Voraussetzungen
- unidirektionaler Ring
- Ringgröße (Anzahl der Knoten) {\displaystyle n} bekannt

## Ablauf
Der Algorithmus läuft in Phasen (Wahlgängen) ab.

### Erste Phase
In der ersten Phase wählen alle Knoten eine zufällige Identifikationsnummer, {\displaystyle \mathrm {ID} >0}. Dann schickt jeder Knoten eine Nachricht bestehend aus eigener ID {\displaystyle i}, Sprungzähler {\displaystyle h} (hopcount, gibt an, wie oft die Nachricht weitergeleitet wurde), einem Merker {\displaystyle f} (flag) und der aktuellen Phase {\displaystyle p}. Initial gilt {\displaystyle h=1,f=1,p=1}.
- wenn eine Nachricht {\displaystyle \langle i,h,f,p\rangle } empfangen wird:
  - falls {\displaystyle p} kleiner ist als die aktuelle Phase beim Empfänger, wird die Nachricht nicht weitergeleitet („verschluckt“ nach Chang und Roberts)
  - falls {\displaystyle i>\mathrm {ID} } wird die Nachricht weitergeleitet als {\displaystyle \langle i,h+1,f,p\rangle }
  - falls {\displaystyle i<\mathrm {ID} } wird die Nachricht nicht weitergeleitet
  - falls {\displaystyle i=\mathrm {ID} }
    - wenn {\displaystyle h\neq n} wird {\displaystyle f} auf {\displaystyle 0} gesetzt (der Merker merkt sich, dass die ID mehrfach vergeben ist) und die Nachricht als {\displaystyle \langle i,h+1,0,p\rangle } weitergeleitet
    - wenn {\displaystyle h=n} und {\displaystyle f=1} hat der Knoten die Auswahl gewonnen (Mitteilung an alle anderen durch eine spezielle Nachricht)
    - wenn {\displaystyle h=n} und {\displaystyle f=0} gibt es mehrere Gewinner.

### Weitere Phasen
Falls es mehrere Gewinner der ersten bzw. vorherigen Phase gibt, dann startet diese Gruppe einen weiteren Durchlauf des Algorithmus mit {\displaystyle p=p+1}. Der Ablauf ist genau wie in der ersten Phase, jedoch mit verringerter Anzahl der Teilnehmer. Passive Knoten leiten Nachrichten lediglich weiter; lediglich der Sprungzähler {\displaystyle h} wird dabei erhöht.

## Nachrichtenkomplexität
Für die erste Phase werden {\displaystyle n} Nachrichten benötigt. Da die Anzahl der Phasen theoretisch unbegrenzt ist, geht die Nachrichtenkomplexität gegen unendlich. Praktisch ist dieser Fall aber sehr unwahrscheinlich. So kommen für jede weitere Phase weniger als {\displaystyle n} Nachrichten hinzu.
Der Erwartungswert {\displaystyle E} für die Anzahl der Wahlgänge (wenn {\displaystyle \forall ID:ID\in [1,...,n]}): {\displaystyle E\leq e\left({\frac {n}{n-1}}\right)} ({\displaystyle e} ist die Eulersche Zahl)